# ساتل (آلاباما)
ساتل (به انگلیسی: Suttle) یک منطقهٔ مسکونی در ایالات متحده آمریکا است که در آلاباما واقع شده‌است. ساتل ۴۵٫۱۱ متر بالاتر از سطح دریا واقع شده‌است.